# Кухия човек
„Кухия човек“ (на английски: The Empty Man) е американски свърхестествен филм на ужасите от 2020 г., по сценарий и режисурата на Дейвид Прайър, базиран по едноименния роман на Кулен Бън и Ванеса Р. Дел Рей, публикуван от Boom! Studios. Във филма участват Джеймс Бадж Дейл, Марин Айрленд, Стивън Рут, Рон Канада, Робърт Арамайо, Джоел Кортни и Саша Фролова.